# 토크 렌치

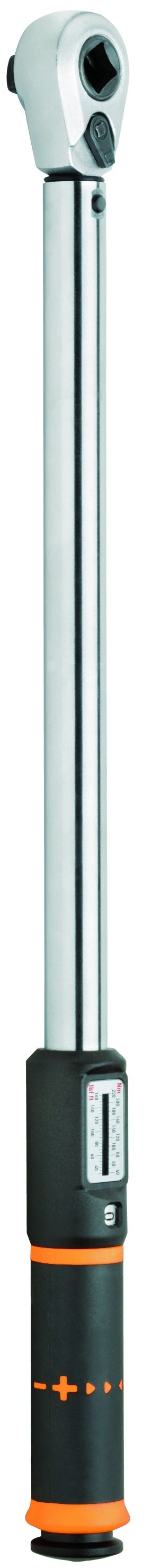
클릭 토크 렌치

토크 렌치(Torque wrench)는 암나사, 수나사 또는 나사못과 같은 패스너에 특정 토크를 적용하는 데 사용되는 도구이다. 이는 일반적으로 표시 눈금이 있는 소켓 렌치 형태이거나 지정된(조정 가능한) 토크가 가해졌을 때 표시하는 내부 메커니즘 형태이다.
토크 렌치는 나사와 볼트의 견고성이 조립 또는 조정의 중요한 매개변수인 경우에 사용된다. 이를 통해 작업자는 패스너에 적용되는 토크를 설정하여 특정 응용 분야의 사양을 충족할 수 있다. 이를 통해 모든 부품의 적절한 장력과 로딩이 가능하다.
토크 드라이버와 토크 렌치는 비슷한 목적을 가지며 비슷한 메커니즘을 가질 수 있다.

## 역사
토크 렌치에 대한 첫 번째 특허는 1931년 시카고의 존 H. 샤프에 의해 제출되었다. 이 렌치는 토크 측정 렌치로 불리며 오늘날 표시 토크 렌치로 분류된다.
1935년에 콘라드 바와 조지 페퍼를레는 조정 가능한 래칫 토크 렌치에 대한 특허를 받았다. 이 도구는 원하는 토크에 도달했을 때 가청 피드백과 백래칫 이동 제한 기능을 갖추고 있다. 뉴욕시 수자원국에서 일했던 바는 작업 중 발견한 플랜지 볼트의 조임이 일관되지 않아 좌절감을 느꼈다. 그는 이러한 문제를 완화하기 위해 1918년에 최초의 토크 제한 도구를 발명했다고 주장했다. 바의 파트너인 페퍼를레는 S.R. 드레서 매뉴팩처링(S.R. Dresser Manufacturing Co.)에서 다수의 특허를 보유하고 있다.

## 같이 보기
- 임팩트 렌치
- 마이크로미터 (기구)
- 뉴턴 미터
- 토크컨버터
- 비틀림
- 스패너